# Coproica setulosa
Coproica setulosa är en tvåvingeart som först beskrevs av Oswald Duda 1929.  Coproica setulosa ingår i släktet Coproica och familjen hoppflugor.
Artens utbredningsområde är Bolivia. Inga underarter finns listade i Catalogue of Life.